# Ruth Shady

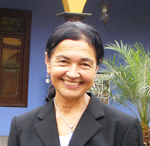
Ruth Shady

Ruth Martha Shady Solís (* 29. Dezember 1946 in Callao, Peru) ist eine peruanische Anthropologin und Altamerikanistin. Sie ist Initiatorin und Leiterin des Ausgrabungs-Projektes Caral, einer der ältesten stadtähnlichen Siedlungen auf dem amerikanischen Kontinent, gelegen in Peru, etwa 200 km nördlich von Lima. Das Alter von Caral und seiner Kultur wurde mit der Radiokohlenstoffmethode auf 4600 Jahre datiert.
Shady war auch für die Freilegungen der archäologischen Stätte von Peñico zuständig, welche sich etwa 10 Kilometer östlich von Caral befindet und bei welcher eine Gründung um etwa 1.800 vor Christus angenommen wird. Diese Stätte kann seit dem 12. Juli 2025 besichtigt werden.

## Werke
- Caral – La Ciudad del Fuego Sagrado / The City of the Sacred Fire. Interbank 2004 (spanisch/englisch)